# Piombino
Piombino je italské přístavní město v provincii Livorno v oblasti Toskánsko. Jezdí odtuď trajekty na Elbu, Sardinii a Korsiku.
V roce 2016 zde žilo 34 068 obyvatel.

## Poloha
Město leží na pobřeží na rozhraní Ligurského a Tyrhénského moře. Sousední obce jsou: Campiglia Marittima, San Vincenzo, Suvereto a Follonica (GR).

## Vývoj počtu obyvatel
Zdroj: 